# Napoleone Annovazzi
Napoleone Annovazzi (Florència, 14 d'agost de 1907 - 1984) fou un director d'orquestra italià i un dels grans impulsors que va tenir l'òpera a Barcelona durant els anys de la postguerra, en els quals va fer una gran tasca que van deixar una gran empremta en la història del Liceu.
Com a màxim responsable musical del teatre del Liceu durant els anys 1942-1953, fou un dels impulsors de la jove Montserrat Caballé pels camins de la lírica amb assenyats consells.
El 1943, Annovazzi fou contractat per un grup de cinc patrocinadors aplegats al voltant de Josep Maria Lamanya per formar un Patronat amb la finalitat de finançar els estudis posteriors a Victòria dels Àngels.
Posteriorment, Annovazzi va ser titular de l'Orquestra Municipal de València durant anys. Durant aquest període, va trobar dues còpies manuscrites de L'arbore di Diana de Vicent Martín i Soler als arxius d'Oxford i Nàpols i, després d'un atent treball de revisió de la
partitura, va representar l'obra primer al Teatre de la Zarzuela de Madrid, i més tard a València.